# Ulleung-do
Ne doit pas être confondue avec le comté de Ulleung, subdivision administrative regroupant l’ensemble du territoire insulaire.

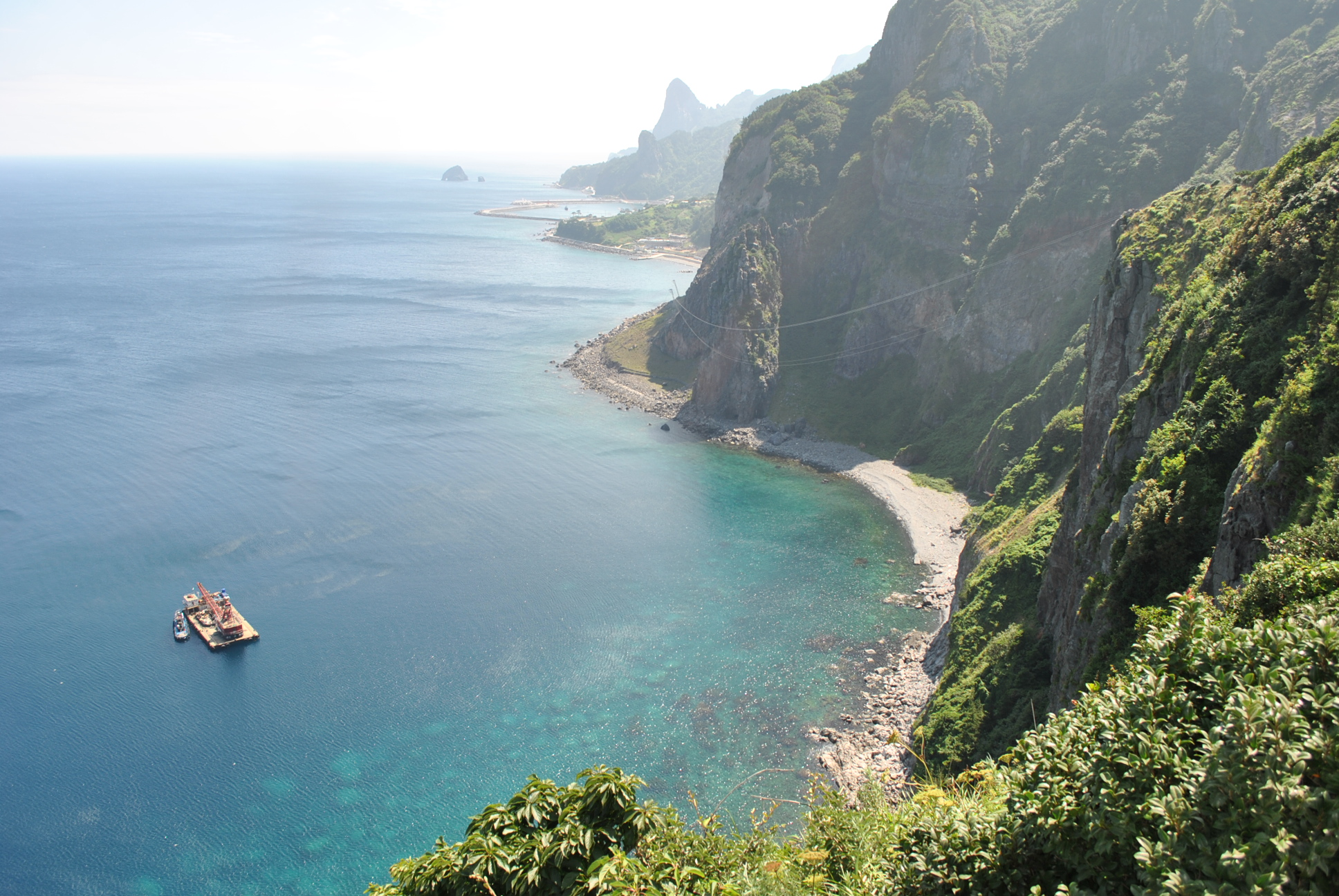
L'île d'Ulleung-do a un relief très escarpé.

Ulleung-do (hangul : 울릉도 ; hanja : 鬱陵島) est une île (do) du comté de Ulleung de la province du Gyeongsang du Nord, en Corée du Sud située dans la mer de l'Est. Les Japonais la connaissent sous les noms de Matsu Shima ou de Utsuryo To. Elle est aussi connue sous le nom de Dagelet pour les Européens, du nom de Joseph Lepaute Dagelet, scientifique français. 
C'est une île d'origine volcanique située à 120 km à l'est de la péninsule coréenne, ce qui en fait l'île habitée la plus orientale et la plus éloignée du territoire continental sud-coréen, après Jukdo et Dokdo. Elle compte 10 000 habitants pour une superficie de 73,15 km2 soit 137 hab/km2. C'est un stratovolcan qui culmine à une altitude de 984 m au Seonginbong. L'île est composée essentiellement de trachyandésite. La dernière éruption majeure s'est produite il y a 9 350 ans, elle a atteint un indice d'explosivité de 6 et a déposé des éjectas jusqu'à Honshu à plus de 800 km de distance tout en formant une caldeira au sommet.

Avec l'île de Jukdo et les Rochers Liancourt (appelés Dokdo en Corée du Sud), l'île forme la plus grande partie du comté de Ulleung. La ville principale est le port de Dodong d'où partent les ferries. Elle est reliée aux ports coréens de Mukho et Pohang par des liaisons maritimes régulières. Ulleung-do est un site touristique populaire, l'autre activité économique étant la pêche. Elle est très célèbre pour ses seiches que l'on peut voir sécher au soleil.

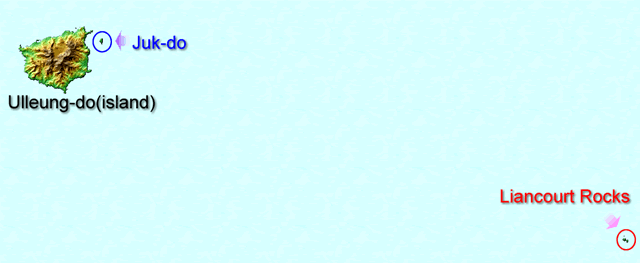
Situation des îles de Ulleung-do et de Jukdo ainsi que des Rochers Liancourt.
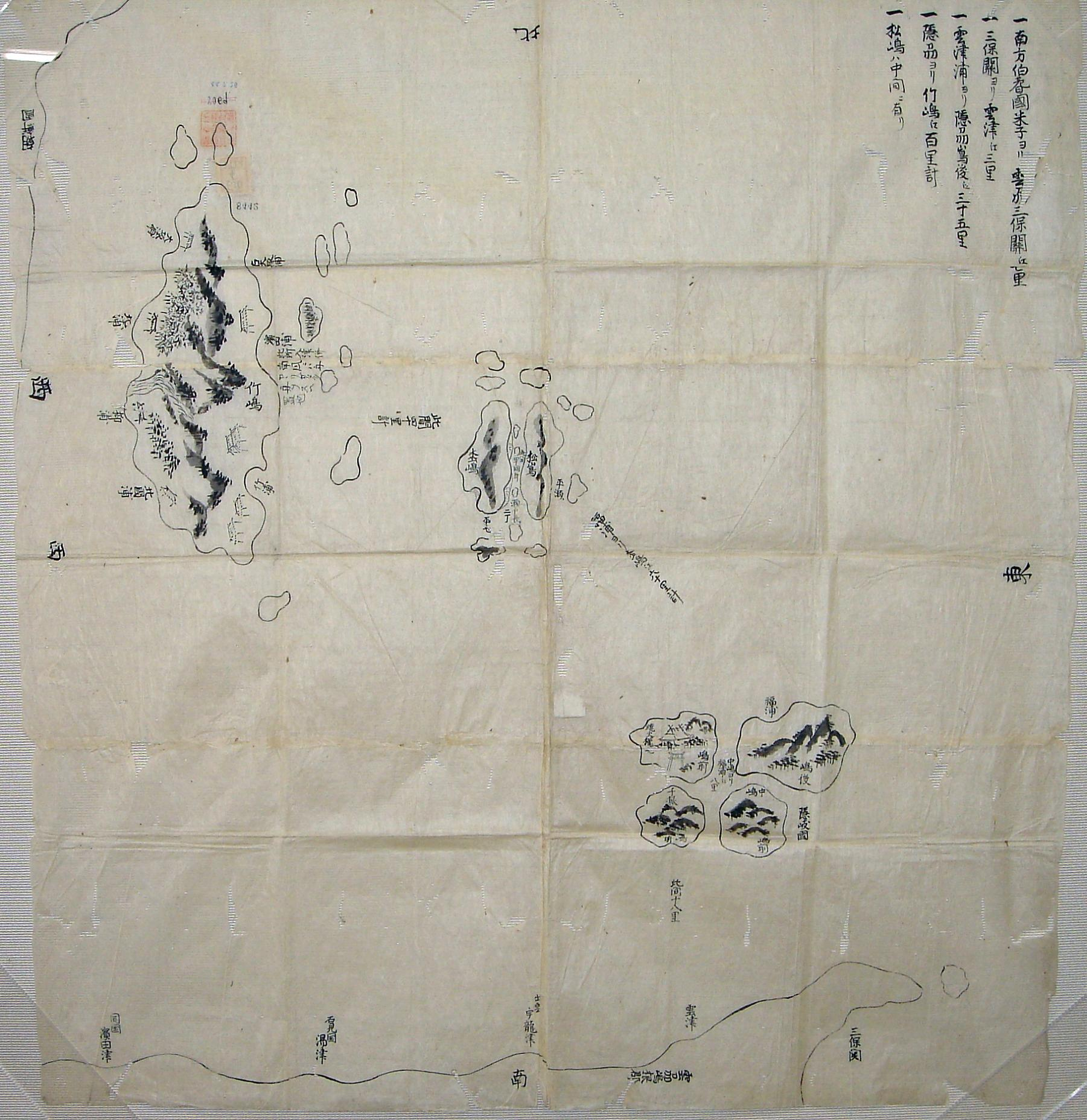
La carte japonaise de 1724. Ulleung-do (à gauche),  Rochers Liancourt (centre), Îles Oki (en bas à droite).

## Histoire
Des découvertes archéologiques montrent que l'île est habitée depuis le 1er millénaire av. J.-C. La première référence historique est faite dans le Samguk sagi pour l'année 512 : pour le compte de Silla, le général Kim Isabu conquiert l'île qui formait auparavant la nation autonome de Usan-guk. Cependant, Usan-guk continua de profiter d'une grande autonomie jusqu'en 930 et son annexion par Goryeo. Étant très éloignée de la métropole, la sécurité d'Ulleungdo était un problème récurrent. Elle fut ainsi dévastée par des pirates Jurchen au XIe siècle et par des pirates Wokou au XIVe siècle. Dans les années 1690, une dispute avec le Japon au sujet des droits de pêche motiva les dirigeants de Joseon d'adopter une politique de l'île vide qui fut impossible à appliquer. Cette politique fut abandonnée en 1881, date à laquelle le gouvernement chercha à encourager les nouveaux établissements sur l'île d'Ulleung-do.
Elle a été baptisée Dagelet (en russe : Дажелет) en 1787 par le comte de la Pérouse, commandant de l'expédition qui explora les côtes orientales de la Corée. Elle doit son nom à l'astronome Joseph Lepaute Dagelet, qui accompagnait ce dernier lors de son expédition autour du monde.
Une carte de l'île a également été dessinée en 1887-1888 par les géographes de la corvette Vityaz (sous les ordres du capitaine de 1er rang Stepan Makarov) et publiée en 1889 par le directeur du service hydrographique du ministère de la Marine impériale russe. Les Russes appelaient alors eux aussi Dagelet cette île de la mer de l'Est. Bien qu'elle ait été baptisée Ullung-do (alias Ulleung-do ou Ul-do) par ordonnance impériale coréenne no 41 du 25 octobre 1900, elle est encore expressément citée sous le nom d'île Dagelet dans le traité de paix de San Francisco signé entre les forces alliées et le Japon le 8 septembre 1951.

## Tourisme

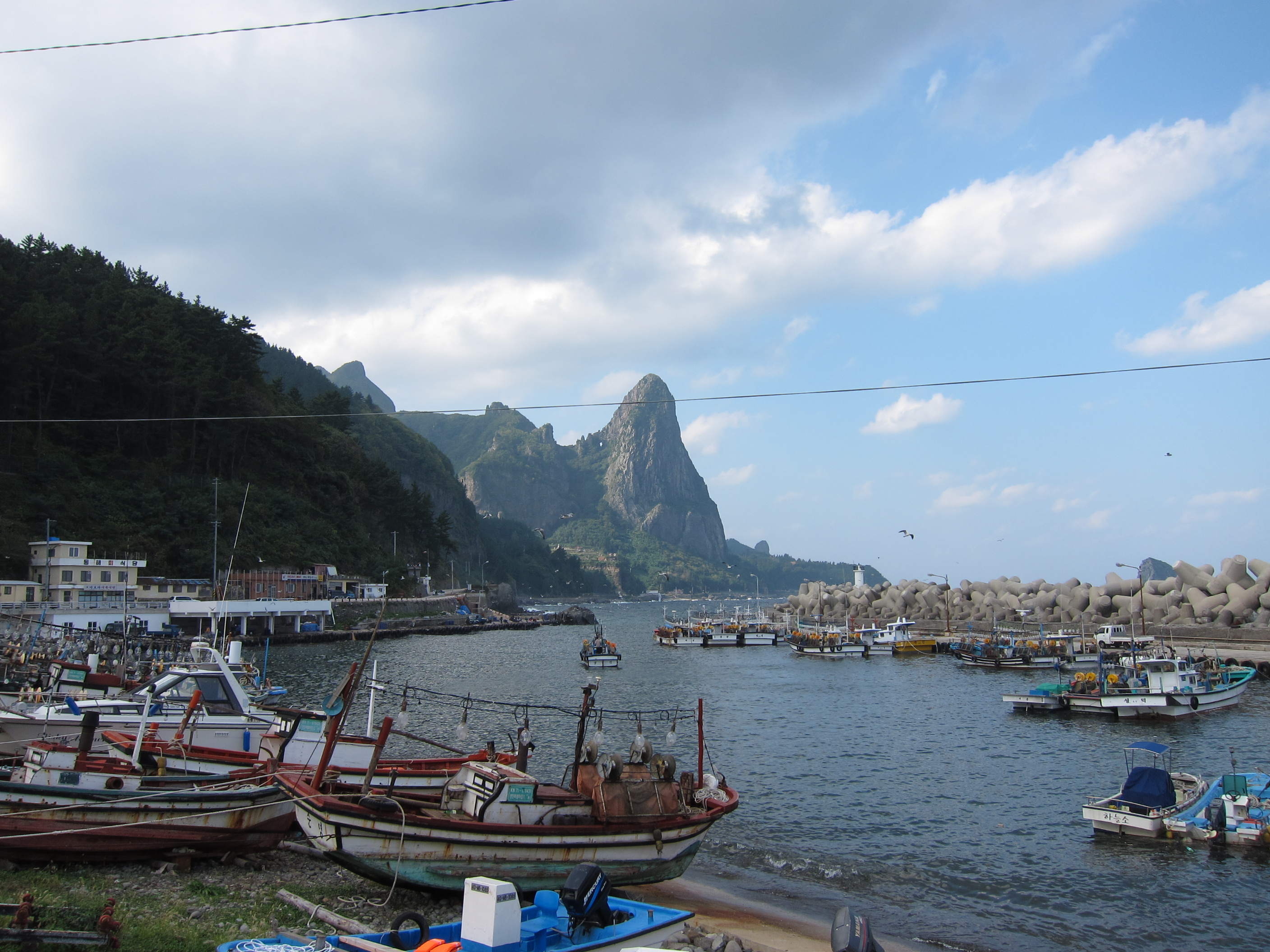
Port de pêche sur l'île.

Les activités favorites des touristes sont la randonnée pédestre et la pêche. Des circuits touristiques en bateau sont proposés autour de l'île et jusqu'à la petite île voisine de Jukdo, 2 km plus à l'est et comportant 3 habitants en 2004. Les autres points d'attraction sont le pic Seonginbong, la cascade Bongnae, une glacière naturelle et la falaise qui donne vue sur les rochers de Dokdo. Au niveau de la gastronomie, les hoe de poissons crus sont très appréciés.

## Climat

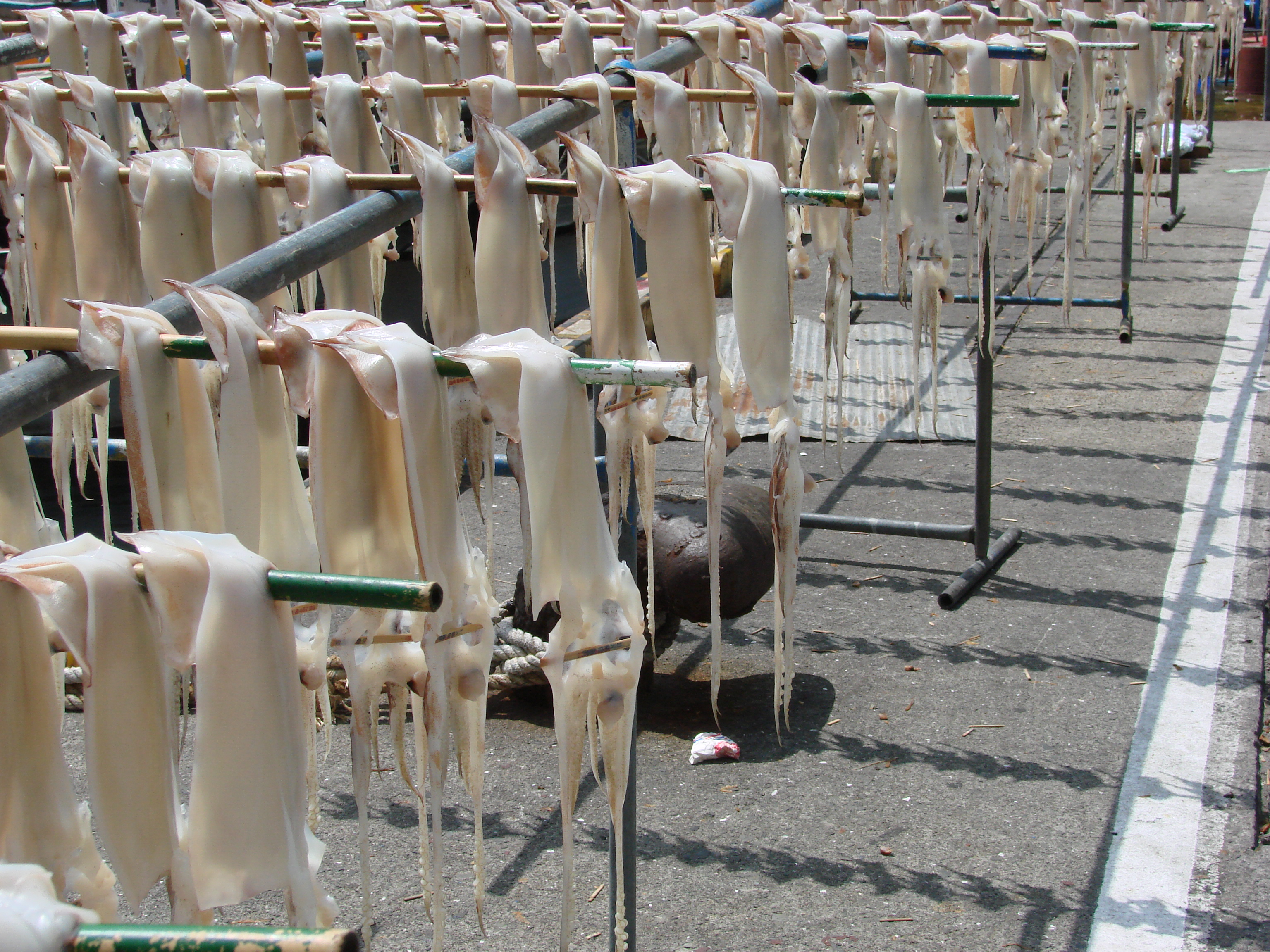
Les seiches d'Ulleung-do séchant au soleil.

Ulleung-do est soumise au climat subtropical humide (cf.classification de Köppen) comme la côte sud de la péninsule. Sa particularité vient du fait qu'elle est située plus au nord, en pleine mer. L'influence maritime permet d'éviter les grands gels mais rend également l'hiver moins ensoleillé et plus humide que dans le reste de la Corée, tendant un peu vers le climat de la côte occidentale du Japon. En conséquence, Ulleung-do est une des localités les plus enneigées du pays et elle accueille chaque année le festival des fleurs de neige.
| Mois                                             | jan.       | fév.       | mars      | avril     | mai       | juin      | jui.      | août      | sep.      | oct.      | nov.      | déc.      | année      |
| ------------------------------------------------ | ---------- | ---------- | --------- | --------- | --------- | --------- | --------- | --------- | --------- | --------- | --------- | --------- | ---------- |
| Température minimale moyenne (°C)                | −0,5       | 0          | 2,9       | 7,8       | 12,5      | 16,5      | 20,5      | 21,7      | 17,7      | 13        | 7,4       | 1,9       | 10,1       |
| Température moyenne (°C)                         | 1,7        | 2,5        | 5,8       | 11,1      | 15,8      | 19,1      | 22,7      | 23,8      | 20        | 15,4      | 9,9       | 4,3       | 12,7       |
| Température maximale moyenne (°C)                | 4,4        | 5,6        | 9,6       | 15,1      | 19,7      | 22,5      | 25,5      | 26,9      | 23,2      | 18,8      | 13,2      | 7,2       | 16         |
| Record de froid (°C) date du record              | −11,6 1943 | −13,6 1981 | −9,9 1951 | −2,7 1972 | 3,8 1947  | 7,8 1969  | 12,5 1949 | 14,7 1956 | 8,9 1981  | 0,7 1997  | −5,9 1970 | −9,6 1976 | −13,6 1981 |
| Record de chaleur (°C) date du record            | 14,9 1997  | 19,2 1996  | 21,8 1998 | 26,1 2001 | 30,8 2019 | 32,2 1987 | 34,6 1992 | 35,4 2013 | 32,4 1997 | 27,2 1941 | 23,2 2003 | 17,9 1991 | 35,4 2013  |
| Ensoleillement (h)                               | 102        | 118,1      | 180,5     | 216,5     | 238,5     | 185,5     | 165,1     | 176,6     | 163,7     | 178,8     | 132       | 104,1     | 1 961,4    |
| Précipitations (mm)                              | 117,4      | 91,3       | 76,4      | 97,8      | 108,5     | 116,8     | 175       | 176,7     | 173,6     | 100,9     | 116,9     | 129,3     | 1 480,6    |
| Nombre de jours avec précipitations              | 18,8       | 14,5       | 12        | 9         | 8,6       | 8,6       | 12        | 11,6      | 10,6      | 9,3       | 13,1      | 18,2      | 146,3      |
| dont nombre de jours avec précipitations ≥ 10 mm | 3,9        | 2,6        | 2,8       | 2,7       | 3         | 3         | 4,1       | 4         | 4         | 3         | 3,6       | 4,6       | 41,3       |
| Humidité relative (%)                            | 68,6       | 68,4       | 67,5      | 67,2      | 70,2      | 79,6      | 84,7      | 83,4      | 79,3      | 71,4      | 67,6      | 67,3      | 72,9       |
| Nombre de jours avec neige                       | 17,7       | 13,2       | 7,4       | 1         | 0         | 0         | 0         | 0         | 0         | 0,1       | 3,4       | 13,1      | 55,9       |
| Nombre de jours avec brouillard                  | 0,4        | 0,8        | 1,6       | 3,9       | 6,8       | 7,9       | 11,2      | 6,3       | 2,6       | 1,6       | 0,9       | 0,6       | 44,6       |

| Diagramme climatique                                  |          |            |             |               |               |             |               |               |             |              |             |
| J                                                     | F        | M          | A           | M             | J             | J           | A             | S             | O           | N            | D           |
| 4,4−0,5117,4                                          | 5,6091,3 | 9,62,976,4 | 15,17,897,8 | 19,712,5108,5 | 22,516,5116,8 | 25,520,5175 | 26,921,7176,7 | 23,217,7173,6 | 18,813100,9 | 13,27,4116,9 | 7,21,9129,3 |
| Moyennes : • Temp. maxi et mini °C • Précipitation mm |          |            |             |               |               |             |               |               |             |              |             |

## Description de l'île d'après la Pérouse
Après Jan Janse Weltevree qui se fixa en Corée en 1627 et Hendrik Hamel qui écrivit un livre sur sa captivité (1653-1666) dans ce royaume, la Pérouse est un des premiers Européens à s'approcher de la Corée. Ceci est dû à la politique isolationniste menée par le pays. Son rapport concernant Ulleungdo est en conséquence l'une des premières descriptions d'une région coréenne faite par un occidental:
« Le 27 (mai 1787) j'aperçus dans le nord-nord-est une île qui n'était portée sur aucune carte, et qui paraissait éloignée de la côte de Corée d'environ vingt lieues : je fis route afin de reconnaître cette île, que je nommai île Dagelet, du nom de cet astronome, qui la découvrit le premier. Elle n'a guère que trois lieues de circonférence : sa pointe nord-est gît par 37 degrés 25 minutes de latitude nord, et 129 degrés 2 minutes de longitude orientale ; elle est très escarpée, mais couverte depuis la cime jusqu'au bord de la mer, des plus beaux arbres. Un rempart de roc vif, et presque aussi à pic qu'une muraille, la cerne dans tout son contour, à l'exception de sept petites anses de sable sur lesquelles il est possible de débarquer: c'est dans ces anses que nous aperçûmes sur le chantier des bateaux d'une forme tout à fait chinoise. La vue de nos vaisseaux qui passaient à une petite portée de canon avait sans doute effrayé les ouvriers, et ils avaient fui dans le bois dont leur chantier n'était pas éloigné de cinquante pas : nous ne vîmes d'ailleurs que quelques cabanes sans village ni culture. Ainsi il est très vraisemblable que des charpentiers coréens, qui ne sont éloignés de l'île Dagelet que d'une vingtaine de lieues, passent en été avec des provisions dans cette île, pour y construire des bateaux, qu'ils vendent sur le continent. Cette opinion est presque une certitude; car, après que nous eûmes doublé sa pointe occidentale, les ouvriers d'un autre chantier qui n'avaient pas pu voir venir le vaisseau, caché par cette pointe, furent surpris par nous auprès de leurs pièces de bois, travaillant à leurs bateaux; et nous les vîmes s'enfuir dans les forets, à l'exception de deux ou trois auxquels nous ne parûmes inspirer aucune crainte. Je désirais trouver un mouillage pour persuader à ces peuples, par des bienfaits, que nous n'étions pas leurs ennemis ; mais des courans assez violens nous éloignaient de terre. »

## Faune et flore
La fleur de Seomgirincho est emblématique de l'île[réf. souhaitée] et l'haeguk en serait originaire.

### Webographie
- Regards sur la Corée
- ulleung.go.kr, le site gouvernemental en anglais
- ullungdo.com, informations touristiques en coréen
- Global Volcanism Program